# CIPW-Norm
Die CIPW-Norm ist eine Methode in der Petrologie, um eine chemische Gesteinsanalyse in einen normativen Mineralbestand umzurechnen. Sie wurde im Jahr 1902 von den Geowissenschaftlern Charles Whitman Cross, Joseph Paxson Iddings, Louis V. Pirsson und Henry S. Washington eingeführt und später nach ihnen benannt. Auch heutzutage ist die CIPW-Normberechnung in ihrer ursprünglichen Form eine der grundlegenden standardisierten Darstellungsmethoden von Gesteinsanalysen, auch wenn sie im Laufe der Zeit verschiedentliche Ergänzungen für besondere Anwendungsfälle erfahren hat.

## Anwendungsbereiche
Die CIPW-Norm findet vorwiegend bei vulkanischen Gesteinen Anwendung. Bei der Klassifikation von Vulkaniten nach dem Mineralbestand – beispielsweise der QAPF-Darstellung – besteht oft das Problem, dass die Gesteine aufgrund rascher Abkühlung nicht oder nicht vollständig auskristallisiert sind und teilweise oder vollständig als vulkanisches Glas vorliegen. Um Gesteine mit unterschiedlichem Gehalt an Glas und Mineralen vergleichen zu können, wird bei der CIPW-Berechnung der Gesamtchemismus des Gesteins auf Anteile an bestimmten Normmineralen umgerechnet, die so ausgewählt sind, dass sie die Kristallisation bei niedrigem Umgebungsdruck (vulkanisches Milieu) widerspiegeln. Die Berechnung erfolgt unter der Annahme, dass das Gestein wasserfrei ist, also keine Minerale wie z. B. Amphibole oder Glimmer vorliegen. Bei der Berechnung eines holokristallinen (vollständig auskristallisierten) Gesteins wird somit eine weitgehende Annäherung zwischen dem modalen (tatsächlichen) Mineralbestand und dem berechneten normativen Mineralbestand erreicht.

## Normminerale
Die in der Norm auftretenden Minerale sind solche, welche aus einer wasserfreien Gesteinsschmelze bei langsamer Abkühlung und niedrigem Umgebungsdruck auskristallisieren würden. Allerdings handelt es sich nur um ein vereinfachtes Modell. Einige der in der Norm vorkommenden Verbindungen haben keine direkte Entsprechung im natürlichen System und dienen als reine Rechengröße, etwa das Natriumcarbonat. Alle chemischen Elemente, welche in einer Gesteinsanalyse üblicherweise in signifikanter Menge auftreten, werden einem oder mehreren Normmineralen zugeordnet (so wird beispielsweise für Fluor angenommen, dass es gänzlich in Form von Fluorit vorliegt). Nicht alle Normminerale treten bei der Berechnung einer bestimmten Gesteinsanalyse auf, so schließen sich beispielsweise Quarz und die Vertreter der Foide gegenseitig aus, was auch in reellen Gesteinen zu beobachten ist.
| Normmineral        | Abkürzung i.d. Norm | Normmineral    | Abkürzung i.d. Norm |
| ------------------ | ------------------- | -------------- | ------------------- |
| Quarz              | q                   | Wollastonit    | wo                  |
| Korund             | c                   | Hypersthen     | hy                  |
| Zirkon             | z                   | Olivin         | ol                  |
| Orthoklas          | or                  | Calciumsilikat | cs                  |
| Albit              | ab                  | Magnetit       | mt                  |
| Anorthit           | an                  | Chromit        | cm                  |
| Leucit             | lc                  | Ilmenit        | il                  |
| Nephelin           | ne                  | Hämatit        | hm                  |
| Kaliophilit        | kp                  | Titanit        | tn                  |
| Halit              | hl                  | Perowskit      | pf                  |
| Thénardit          | th                  | Rutil          | ru                  |
| Natriumcarbonat    | nc                  | Apatit         | ap                  |
| Akmit              | ac                  | Fluorit        | fl                  |
| Natriummetasilikat | ns                  | Pyrit          | py                  |
| Kaliummetasilikat  | ks                  | Calcit         | cc                  |
| Diopsid            | di                  |                |                     |

## Berechnung
Die Berechnung der CIPW-Norm erfolgt auf Grundlage der molaren Verhältnisse der Elemente. Daher muss eine routinemäßige Gesteinsanalyse, welche üblicherweise in Gewichtsprozent der Oxide eines Elements angegeben ist, zuerst anhand der Molekülmassen umgerechnet werden. Nun erfolgt eine schrittweise Kombination der unterschiedlichen Oxide nach einem genau festgelegten Schema. So wird beispielsweise K2O mit Al2O3 und 6 SiO2 zur Bildung von zwei Formeleinheiten des Normminerals Orthoklas, KAlSi3O8, kombiniert. Dies erfolgt solange, bis eine der drei Spezies aufgebraucht ist. Anschließend erfolgt die Kombination der verbliebenen Komponenten mit anderen Oxiden zur Bildung weiterer Normminerale. Die Kalkulation nach der umfassenden CIPW-Rechenvorschrift wird üblicherweise von Tabellenkalkulationsprogrammen durchgeführt.